# La Orden de Toledo
La Orden de Toledo fue una asociación vanguardista de escritores y artistas jóvenes estudiando en Madrid que viajaban a menudo a Toledo. Los miembros se sumergían en la mística de las calles laberínticas y la historia mosaica de la ciudad. La orden se fundó por Luis Buñuel en el centenario restaurante Venta de Aires en 1923 y aceptaba miembros hasta 1936. Salvador Dalí, Federico García Lorca y Rafael Alberti fueron algunos de los miembros más luminarios en el mundo artístico español e internacional. El día 23 de febrero de 2019, recogiendo la tradición de la orden original, los becarios de la ilustre Residencia de Estudiantes refundan la Nueva Orden de Toledo. En esta ocasión, la asociación cuenta entre sus filas con jóvenes escritores, artistas y científicos.

## Orígenes
De acuerdo con sus memorias, la primera visita de Buñuel a Toledo fue en 1921. Él estaba enamorado de inmediato con el “ambiente indefinible” de la ciudad.  Volvía frecuentemente a la ciudad con sus amigos de la Residencia de Estudiantes de la Calle Pinar en Madrid durante los fines de semana. En 1923, después de beber demasiado en las tabernas de Toledo, se inspiró a formalizar las visitas espontáneas en el típico restaurante de Toledo Venta de Aires, que les sirvió como refugio:

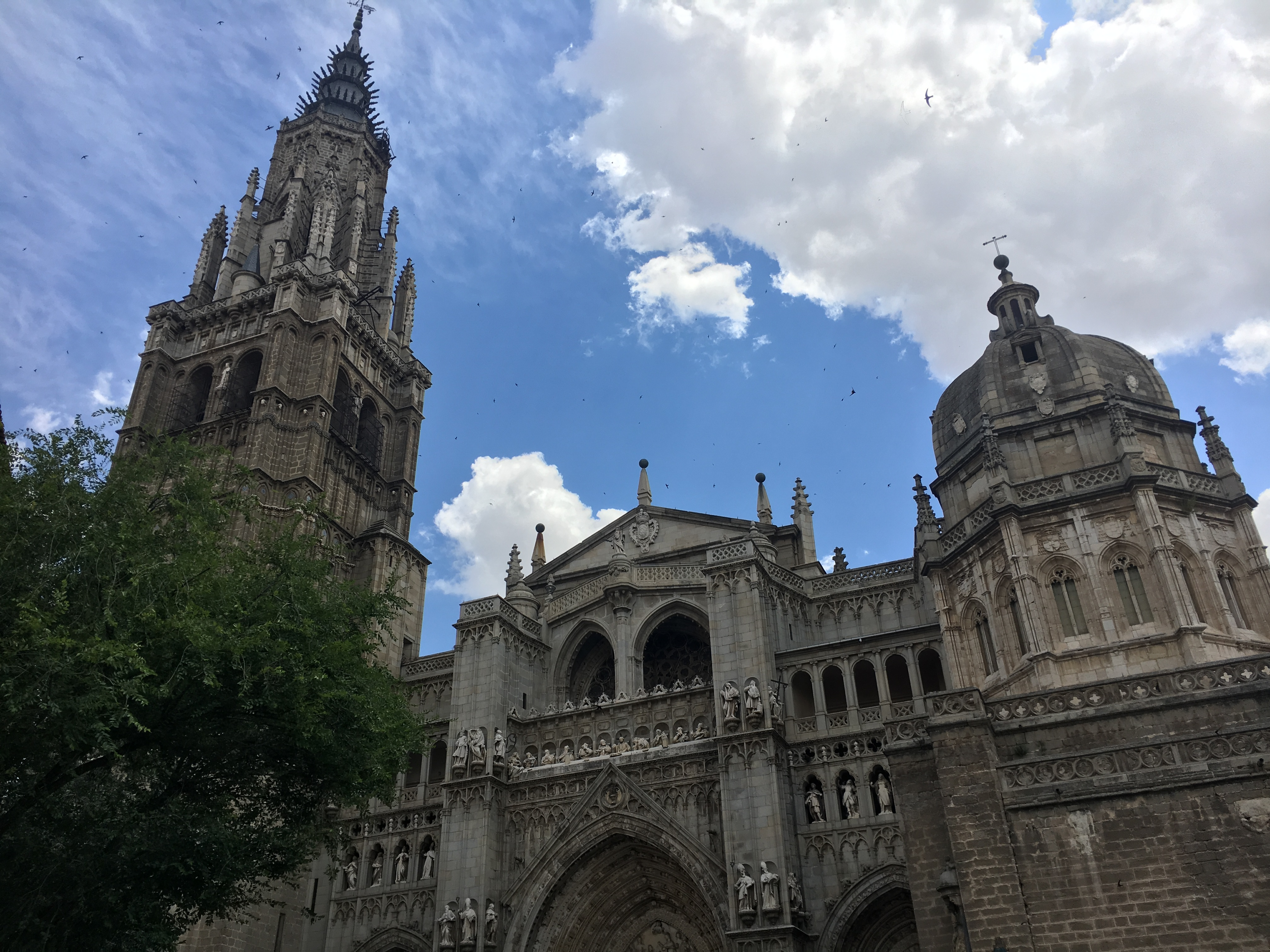
La Catedral de Toledo

"Me paseo por el claustro gótico de la catedral, completamente borracho, cuando, de pronto, oigo cantar miles de pájaros y algo me dice que debo entrar inmediatamente en los Carmelitas, no para hacerme fraile, sino para robar la caja del convento. Me voy al convento, el portero me abre la puerta y viene un fraile. Le hablo de mi sumito y ferviente deseo de hacerme carmelita. Él, que sin duda ha notado el olor a vino, me acompaña a la puerta. Al día siguiente tomé la decisión de fundar la <<Orden de Toledo.>>" 
El propósito de la Orden era vagar por las calles en la búsqueda de aventuras individuales. Los miembros anticipados fueron iniciados cuando las campanas de la Catedral tañeron a la una de la mañana. En sus memorias, Rafael Alberti cuenta su iniciación. Fue traído a la Plaza de Santo Domingo. Los otros miembros aparecían, uno por uno, cubiertos en sábanas blancas, “fantasmas de otro tiempo, en la callada irrealidad de la penumbra toledana."  Después, fue abandonado hasta la madrugada, vagando solo por las calles durante las horas en que la ciudad “parece estrecharse, complicarse aún más en su fantasmagórico y mudo laberinto.”

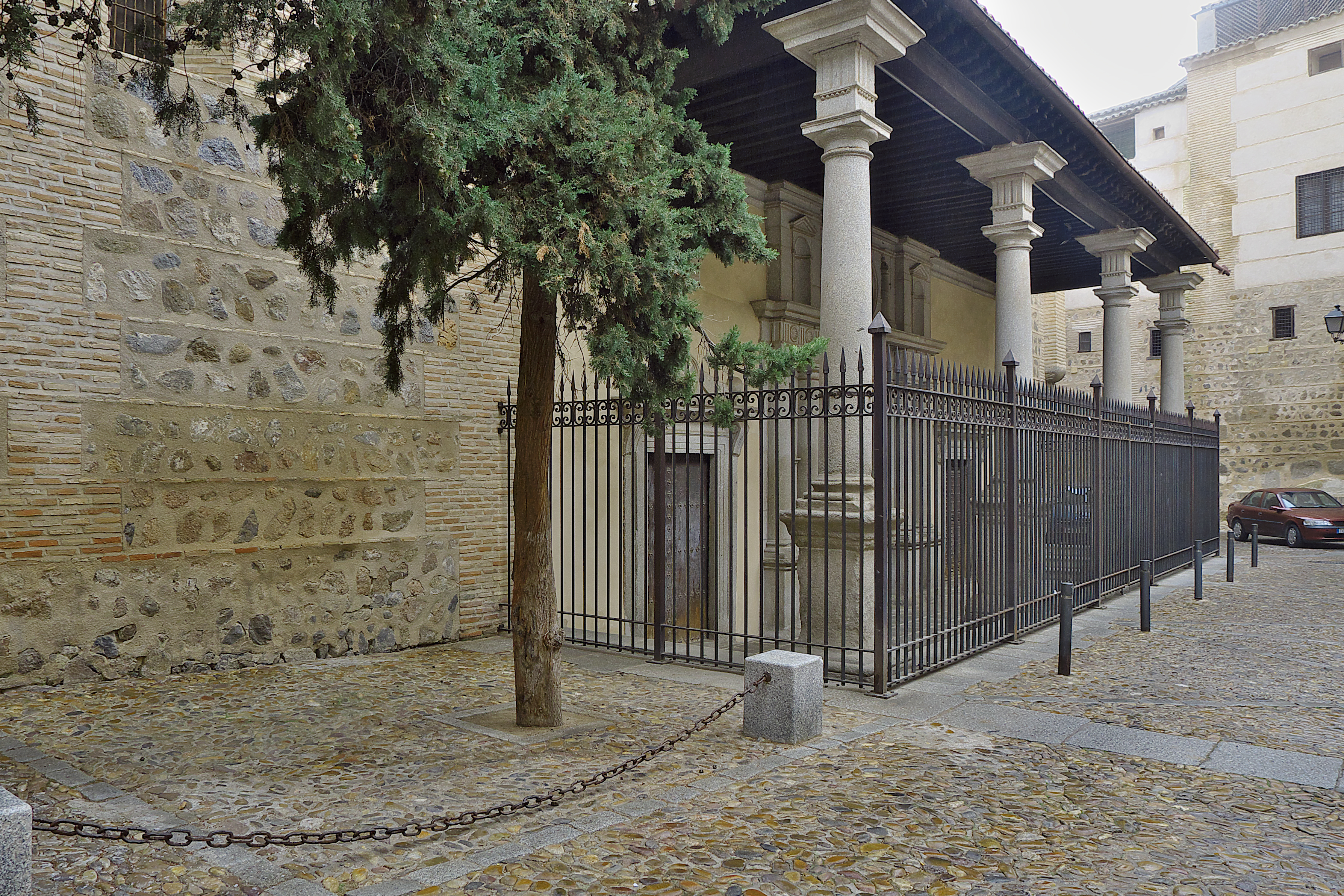
El monasterio de Santo Domingo el Real

Este tema del paseo solo, como si fuera atrapado entre conciencia e inconsciencia, era importantísimo en los orígenes de la Orden. Los miembros se inspiraban en el sitio de Toledo, buscando todo lo intrigante, lo confundido, lo fascinado.

## Lista completa de los miembros
Condestable: Luis Buñuel
Secretario: Pepín Bello
Caballeros fundadores: Pedro Garfias, Augusto Centeno, José Uzelay, Rafael Sánchez Ventura, Federico García Lorca, Francisco (Paco) García Lorca, Ernestina González.
Caballeros: Hernando y Lulu Viñes, Rafael Alberti, José Barradas, Gustavo Durán, Eduardo Ugarte, Jeanne Buñuel, Monique Lacombe, Margarita Manso, María Luisa González, Ricardo Urgoiti, Antonio G. Solalinde, Salvador Dalí, José M. Hinojosa, María Teresa León, René Crével, Pierre Unik.
Escuderos: Georges Sadoul, Roger Désormieres, Colette Steinlen, Elie Lotar, Aliette Legendre, Madeleine Chantal, Delia del Carril, Helene Tasnon, Carmina Castillo Manso, Nuñez, Mondolot, Norah Sadoul, Pilar Bayona, Manolo A. Ortiz, Ana María Custodio.
Jefe de invitado de escuderos: José Moreno Villa.
Invitados de escudero: Luis Lacasa, Rubio Sacristán, Julio Bayona, Carlos Castillo G. Negrete.
Invitado de invitado de escudero: Juan Vicens, Marcelino Pascua.

## Reglas
Aunque el nombre de la orden sugiera un propósito político, religioso, o militar, la Orden en realidad fue una oportunidad para que los jóvenes pudieran explorar sin limitación. No obstante, en su propia moda bohemia, la Orden se operaba bajo algunas reglas estrictas, nombradas en los papeles de Buñuel:
- Cada uno debía aportar diez pesetas a la caja común, es decir, pagarme diez pesetas por alojamiento y comida.
- Había que ir a Toledo con la mayor frecuencia posible y ponerse en disposición de vivir las más inolvidables experiencias.
- La fonda en la que nos hospedábamos, lejos de los hoteles convencionales, era casi siempre la «Posada de la Sangre», donde Cervantes situó La ilustre fregona. La posada apenas había cambiado desde aquellos tiempos: burros en el corral, carreteros, sabanas sucias y estudiantes. Por supuesto, nada de agua corriente.
- Los miembros de la «Orden» tenían prohibido lavarse durante su permanencia en la ciudad santa.
- Comíamos casi siempre en tascas, como la «Venta de Aires», en las afueras, donde siempre pedíamos tortilla a caballo (con carnes de cerdo) y una perdiz y vino blanco de Yepes.
- Al regreso, a pie, hacíamos un alto obligado en la tumba del cardenal Tavera, esculpida por Berruguete. Unos minutos de recogimiento delante de la estatua yacente del cardenal, muerto de alabastro, de mejillas pálidas y hundidas, captado por el escultor una o dos horas antes de que empezara la putrefacción.
- Después, subíamos a la ciudad para perdemos en el laberinto de sus calles, acechando la aventura
- Para acceder al rango de caballero había que: 
  - Amar a Toledo sin reserva 
  - Emborracharse por lo menos durante toda una noche 
  - Vagar por las calles
- Los que preferían acostarse temprano no podían optar más que al título de escudero.

## La relación de la Orden con la ciudad
La mística de Toledo inspiró la creación de la Orden y el retorno de los miembros, no solo durante los años en que existían la Orden, pero también durante el resto de sus vidas. Toledo es una ciudad con una historia muy larga y sinuosa, desde la Antigüedad hasta ahora. Ha sido la sede de los concilios del Sacro Imperio Romano Germánico y también la capital de España. Por siglos en Toledo había convivencia entre los cristianos, los moros y los judíos—una diversidad que subraya la gran fecundidad cultural de la ciudad. En el siglo XVI, cuando el capital se trasladó desde Toledo a Madrid, Toledo perdió su renombre anterior. Durante la época romántica, Toledo fue redescubierto y se hacía un destino turístico muy popular.

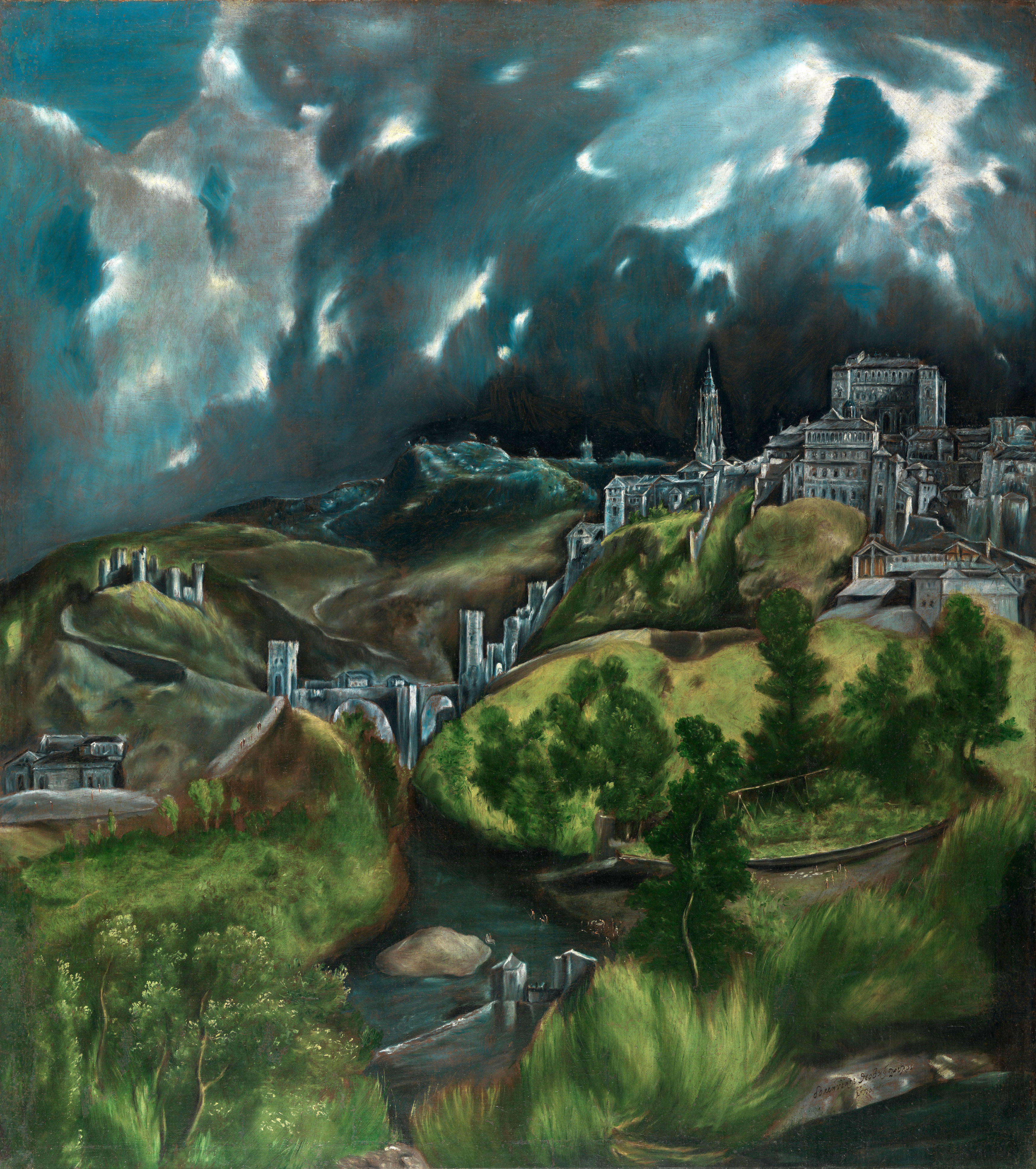
Vista de Toledo por El Greco (1599). El Museo Metropolitano de Arte, Nueva York.

Representaciones románticas—las visuales de El Greco y las literarias de Bécquer--fueron fundamentales para la perspectiva de la Orden. Alberti menciona en un cuento de su iniciación cómo las iglesias de la Plaza de Santo Domingo el Real ”en la noche son como descendidas de algún anubarrado y misterioso firmamento del Greco.”  Este momento indica un toque surrealista de la Orden—despertando y soñando adentro y afuera de la conciencia individual. A Bécquer le fascinaba Toledo en el siglo XIX, volviendo habitualmente para escribir e idear. Amaba “su singularidad urbana, compendio y síntesis espacial de múltiples culturas, el misterio que impregnaba sus calles antiguas y laberínticas, al margen del progreso.”  La ciudad era una especie de ruinas vivas—un sitio a la vez antiguo y olvidado, pero indudablemente fresco.
La Orden, aunque absorbiera la esencia de la fascinación romántica con Toledo, también la trascendió. Lo que distinguió la Orden de los románticos fue la voluntad de sumergirse, no solo observar. Dentro de la Orden fue “la invitación a la pérdida (dejarse llevar) como una forma de continuo descubrimiento de esta ciudad y de poder vivir experiencias personales en ella, más allá de los habituales recorridos de los viajes y paseos propios de tradición anterior.”
Las visitas de Toledo fueron marcados por los rituales de tiempo y espacio. Como explicaba Pepín Bello en una entrevista, los sábados por la tarde los miembros salían por tren desde Madrid hacia la estación de Toledo, de ahí caminaban hacia la Plaza de Zocodover y sorbían el vino tinto. Conversaban y cenaban, alimentándose para los vagos nocturnales. Podía que vistieran a la Plaza de Santo Domingo el Antiguo o la bibliotequita de Bécquer, callejeando hasta la madrugada. Entonces, regresaban a la Posada de la Sangre, siempre sucia, pero, en su antigüedad e inalterabilidad, tan inimitable. Por la mañana, después de pocas horas de dormir, se reunían en Zocodover, esta vez para el café. Seguían la visita—a la catedral, al Alcázar, al sepulcro del Cardenal Tavera—o sea, a todos los puntos altos, medios y bajos de la ciudad. El homenaje siempre se concluyó con cena en la Venta de Aires.

La Orden entró en un panteón literario e histórico de pensamientos itinerantes en la ciudad. No obstante, exploraba más allá de estos predecesores y sus recorridos turísticos:
"Los caballeros de la Orden de Toledo no iban a la ciudad matriz en busca de los detalles que emboban a los turistas, sino de experiencias personales. En vez de alojarse en los hoteles señalados por las Guías, se acomodaban en las Posadas de la Santa Hermandad o de La Sangre, entre arrieros, burros y telarañas que seguían siendo los mismos que en tiempos de los Reyes Católicos o de Cervantes. Cenaban y bebían sin continencia y se lanzaban luego al laberinto de las callejuelas que, desde luego, estaban menos alumbradas que ellos. Hacían mofa de los monumentos consagrados, pero besaban las piedras por las que habían pisado generaciones y razas y mucha gente como ellos, los Grecos, Lope de Vegas, Cervantes, Herreras, Quevedos, Calderones. Alucinados e inquietos, buscaban sitios de miedo; caminaban esperando sorpresas." 

## Actividades
El lugar siempre era el mismo, pero las aventuras eran diferentes. Buñuel cuenta una noche tarde y nevada cuando él y Ugarte oyeron niños recitando las tablas de multiplicar, luego se reían antes de que el maestro les reprendiera. Buñuel, sentado en los hombros de Ugarte para ver lo que pasaba adentro del edificio, vio nada excepto oscuridad y oyó nada excepto silencio.  Otras veces, animados por el alcohol, los miembros besaban el suelo, trepaban la torre de la campana de la Catedral, escuchaban los cantos de los monjes o leían en voz alta poesías, disfrutando de cómo “resonaban en las paredes de la antigua capital de España, ciudad ibérica, romana, visigótica, judía y cristiana.”
María Teresa León, mujer de Rafael Alberti y miembro de la Orden, describe las actividades de la Orden como aún más traviesos: 
"Los Hermanos de la Orden de Toledo hablaban alto, opinaban, escandalizaban. Hasta cantaban mirando a las chicas o inventaban palabras para lanzarlas como dardos contra los muros y hasta frases que eran alabanza y requiebro. Desbordábamos una alegría que no iba demasiado bien con aquella ciudad amurallada, siempre a la defensiva. Debieron creernos invasores. Invasores que caminaban sobre el pecho de la Historia de España igual que las chinches de la Posada de la Sangre sobre el pecho de Rafael."
Las actividades de la Orden de repente terminaron en el julio de 1936 cuando Francisco Franco tomó Toledo en el Asedio del Alcázar en el primer año de la Guerra Civil Española. Los miembros se dispersaron durante la guerra, la Segunda Guerra Mundial y el periodo siguiente—algunos huyeron; algunos lucharon; algunos fueron exiliados; otros fueron fusilados. Buñuel escribe en sus memorias que, al principio de la Guerra Civil Española, una brigada anarquista en Madrid descubrió una caja etiquetada “Orden de Toledo” durante un registro. El hombre que guardaba la caja trató de explicar que el nombre no significó un título noble. Sin embargo, al fin, le costó la vida.

## La memoria de la Orden
La aventura fue esporádica, y aunque no sirvió para revitalizar la adormecida cultura toledana sí caló en sus protagonistas, como una fogonada más en aquella formación rebelde y vanguardista que desembocó en las principales creaciones de avanzada de la cinematografía, literatura y arte españoles. 
Durante la Guerra Civil Española, Buñuel fue exiliado de España. No se permitió volver hasta los años 60—y entonces solo por un tiempo--para rodar sus películas. La primera película que hizo después de exilio fue Viridiana, filmada en Toledo. En los años siguientes, Buñuel ponía Toledo en sus filmes no solo como telón de fondo, pero también como una presencia persistente, un personaje en su propio derecho.
Tristana (1970) es un caso interesante en la memoria simultánea hecha por Buñuel de la ciudad de Toledo y la Orden de Toledo. La trama sigue la progresión de Tristana desde huérfana joven abusada sexualmente por su tutor, Don Lope, hasta una mujer amargada capaz de crueldad emocional inmensa. La ambientación toledana es central al desarrollo de Tristana. En una elipsis que comienza y termina con un paseo por la ciudad (en sí misma evocadora del retorno propio de Buñuel), Tristana aguanta giros y vueltas psicológicas parecidas a la constricción palpable de las calles estrechas y serpenteantes. En la tumba del Cardenal Tavera, Tristana se cierne—como si fuera lista para besar los labios de mármol—en el momento final de su inocencia. 
Quizás la presencia toledana más significante en el filme sea la Catedral—o, mejor dicho, la campana de la Catedral, destacada reiteradamente en las vistas y sonidos de la película. La campana es más prominente como una pesadilla (y luego una fantasía), mientras Tristana sueña que el badajo ha metamorfoseado en la cabeza cortada de su tutor. La primera vez que tiene Tristana esta visión señala la consumación inminente de la relación sexual entre Tristana y Don Lope y la última la muerte inminente de él. La campana, entonces, es un presagio, pero también un recuerdo:

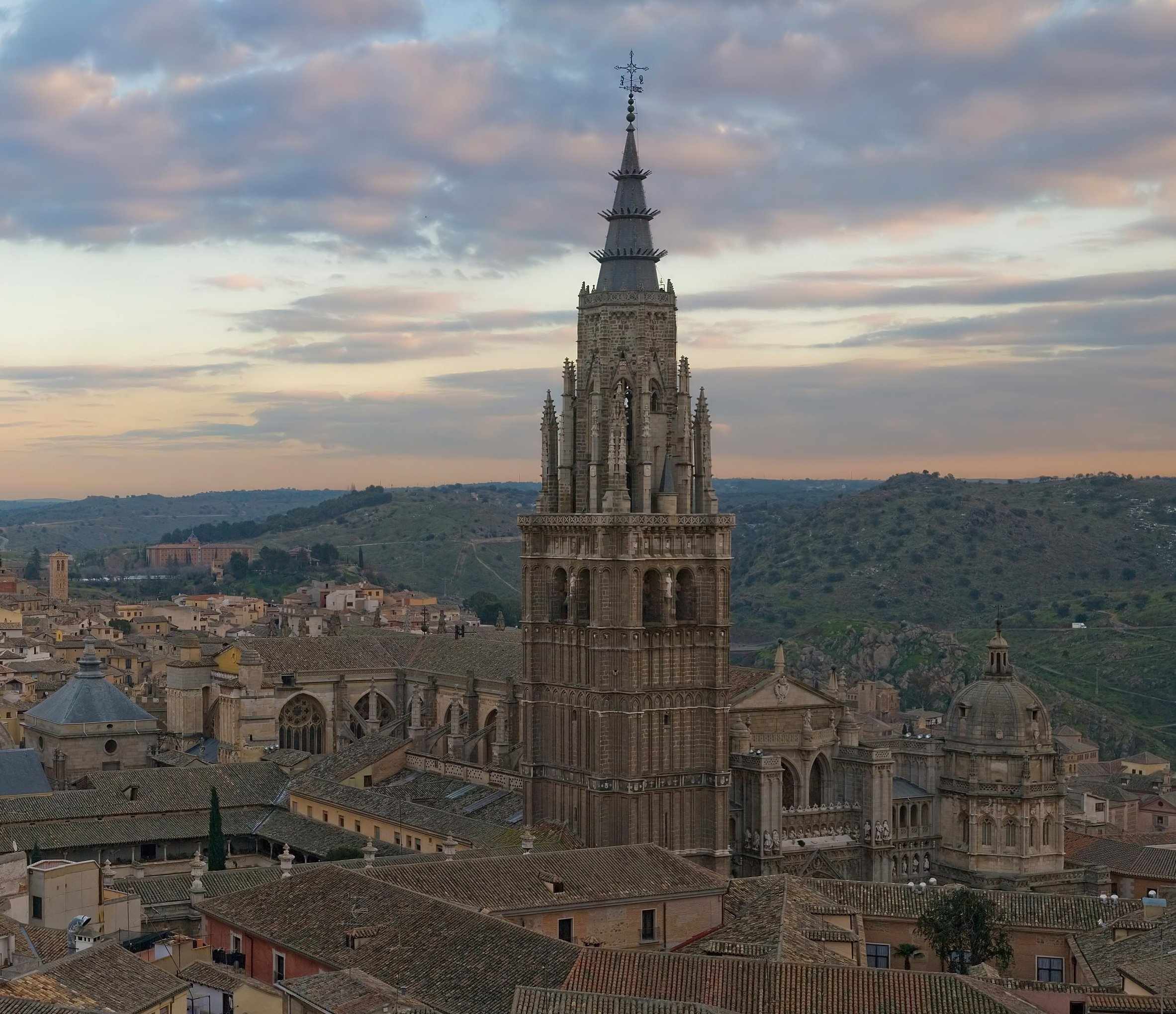
La torre de campanas de la catedral de Toledo

El itinerario de Tristana es el de su propia vida que, en un rapidísimo final de la película, pasa ante nosotros como un sueño onírico hecho pesadilla en la identidad de la cabeza-campana de un D. Lope significando el tañido inmodificable de una sociedad estancada… Sin embargo, subyaciendo a ese mundo estático, momificado y sin salida, Buñuel expone el movimiento tormentoso del subconsciente. Lo real está detenido, pero lo imaginario bulle en deseos y venganzas.
En sus propias exploraciones toledanas, Buñuel volvía frecuentemente a la torre de la campana, considerándola como una parada obligatoria en las actividades nocturnales de la Orden. En el filme, esta reverencia se revela claramente en el tañido de la campana, consciente e inconsciente, evocando la memoria de la Orden en sus vagos surrealistas. Tristana está basado en una novela del mismo título publicado por Benito Pérez Galdós en 1892. El escenario de la novela es Madrid en los finales del siglo XIX. Buñuel trasladó la historia al Toledo a los principios del siglo XX, y de esa manera, Buñuel hace no solo un retorno espacial a la ciudad sagrada, pero también un retorno espiritual y temporal—o sea, está volviendo al Toledo conocido por la Orden. Este retorno, no obstante, no es tan explícito, tampoco es completo. El Toledo de la Orden había cambiado irrevocablemente durante la sucesión de las guerras, Franco y la modernidad. Buñuel también había cambiado, y, de hecho, en el resto de su vida, nunca regresaba completamente; su tiempo en España duró solo mientras rodaba sus filmes.
En 2001, Carlos Saura, que conoció a y trabajó con Buñuel, reanudó la elipsis de Buñuel en Toledo con su película Buñuel y la mesa del rey Salomón. La trama sigue el viejo Buñuel regresando a España después de su exilio para trabajar en una película sobre la leyenda de la Mesa, un espejo imbuido con el poder de conocimiento absoluto del pasado, presente y futuro y supuestamente escondido en algún lugar de Toledo. En los flashbacks, Buñuel se reúne con Salvador Dalí y Federico García Lorca, caballeros compañeros de la Orden, para buscar la Mesa en los años 20 en Toledo. Por fin, en una fusión cinemática de memoria y fantasía, Buñuel hace un retorno completo a su ciudad querida para “enfrentarse a sus propios fantasmas, entretejidos de un modo inseparable con los de la historia y el país al que esa ciudad ha venido sirviendo como capital espiritual.”
En hacer la película que Buñuel nunca hacía y devolverlo al Toledo que había perdido para siempre, La mesa del rey Salomón asegura que la orden sobreviva no solo como un recuerdo de la ciudad sino como un recuerdo en sí mismo—un lugar trascendente y multigeneracional de inspiración e imaginación artística y espiritual. "Aquellos maravillosos años circulan aún por nuestras venas, fecundándonos, cegándonos con deslumbrador recuerdo."